# 千岛湖南站
千岛湖南站是位于浙江省建德市新安江街道岭后社区的一个铁路车站，是金千铁路的终点站，距离金华站79公里。车站隶属上海局集团金华车务段，是四等站，目前仅办理整车普通货物无限制，主要到发货品为食品、金矿及非矿类，有通往毛竹源码头与农夫山泉饮料厂岭后厂区的专用线。车站曾有两对旅客列车在此办理客运业务，1991年春运后减为每日一对。2009年5月11日唯一的旅客列车停运，车站不再办理客运业务:362。

## 历史
为解决新安江上下游水运货物过坝问题，1970年5月水利水电部投资修建由朱家埠站至毛竹源码头的支线。该支线于1974年6月基本建成，1975年11月移交铁路部门，车站也随之投用，原名岭后站。车站距离朱家埠站和毛竹源码头分别6千米和1.79千米，建成后长期担任进出淳安县和安徽省徽州地区经由码头中转的物资。1991年1月1日，车站更名为千岛湖站:122:362，金岭线从此更名为金千线。随着公路交通的发展，1990年代后经由本站中转的客货流逐渐萎缩:296。
2007年，农夫山泉在茶园新建工厂，随后与铁路部门达成了延长既有毛竹源专用线1.5公里至茶园厂区的协议，2008年5月通车。2018年8月1日起车站再次更名为千岛湖南站，同时新建杭黄客运专线淳安站正式定名千岛湖站。

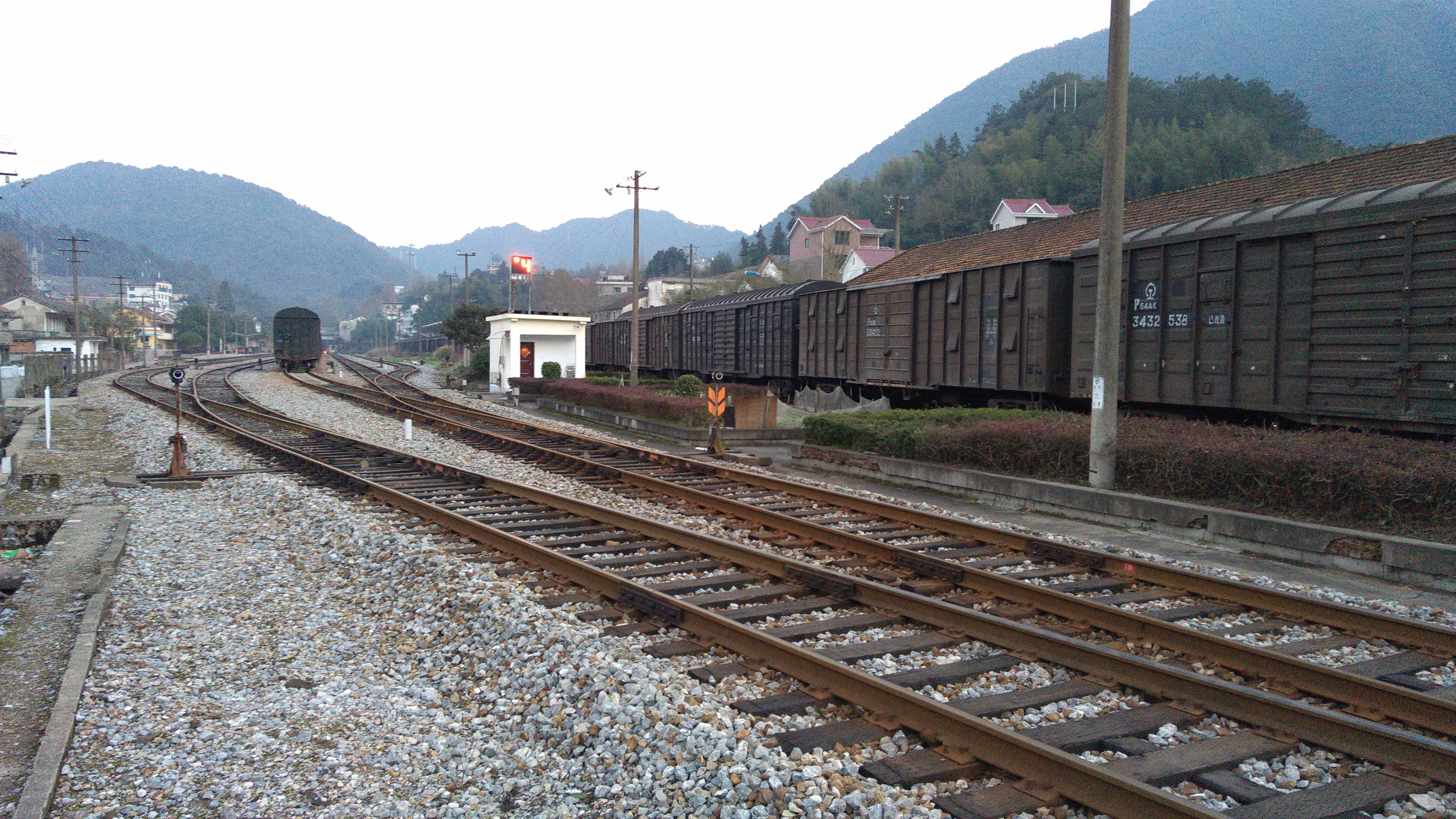
车站站场（2016年）
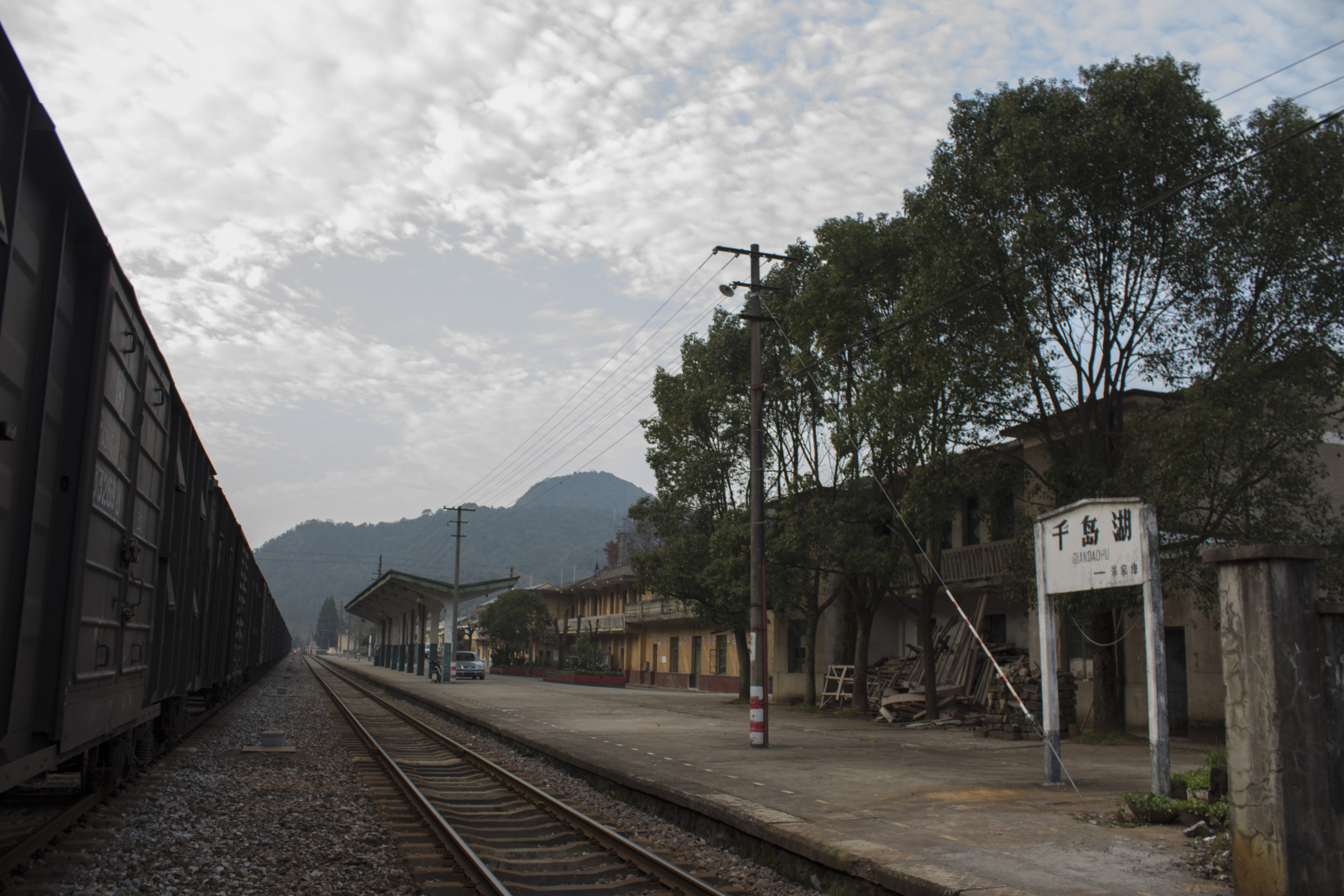
改名前的千岛湖站（2017年）
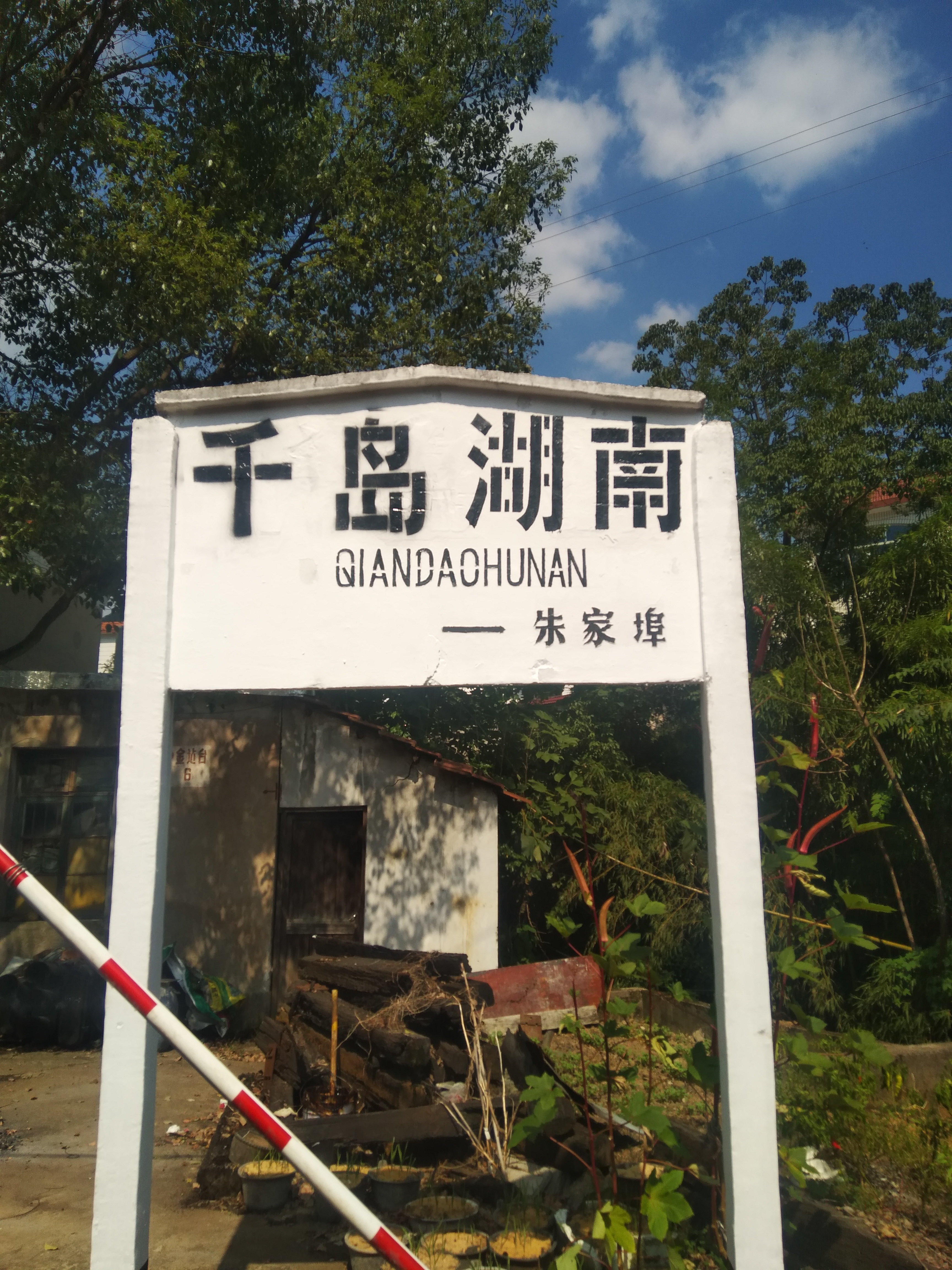
站牌
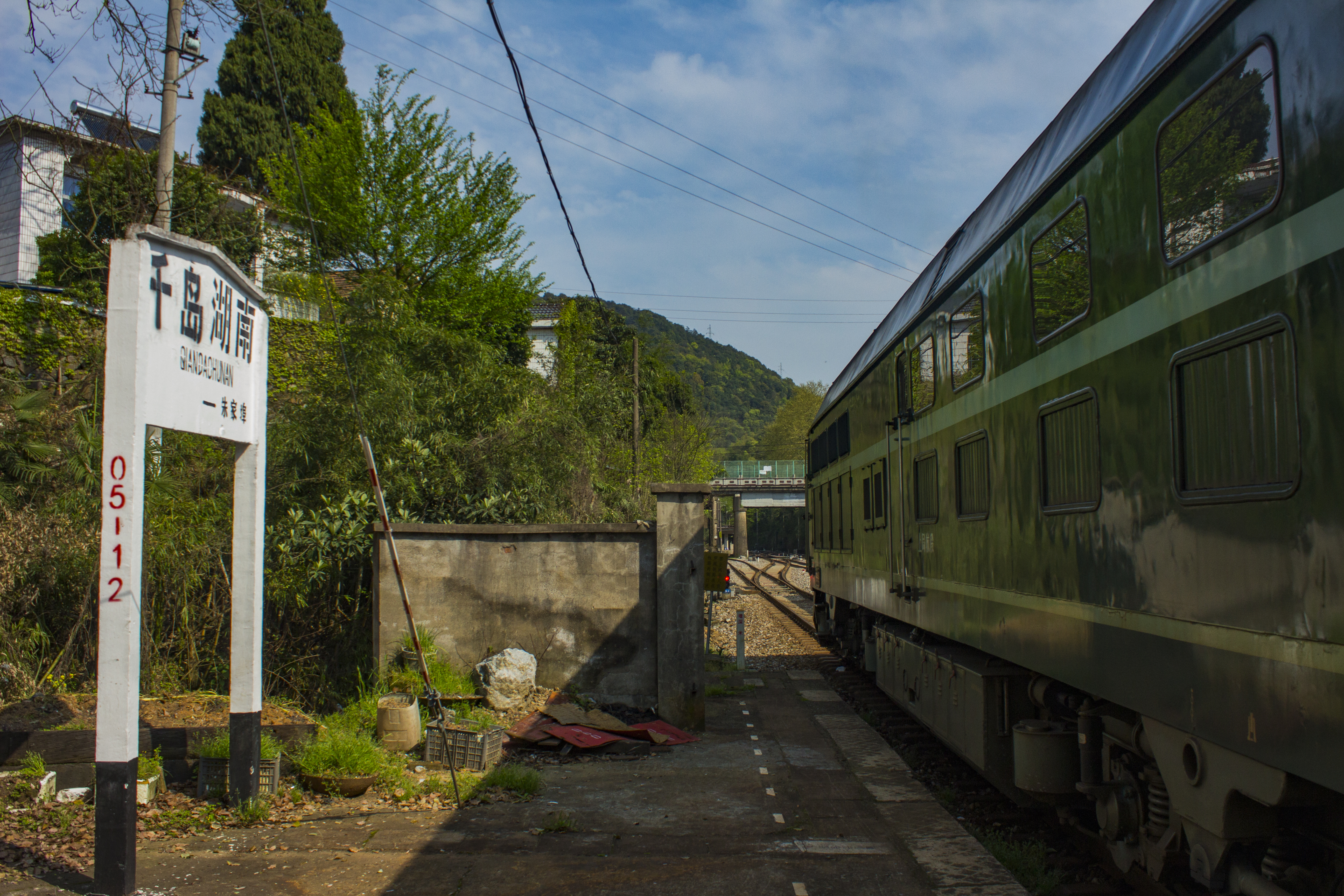
货物列车停靠